# Catalán (Estado Nueva Esparta)
Catalán es una población de Isla de Margarita, Venezuela que pertenece al municipio Arismendi (Nueva Esparta), cercana a Atamo y Playa Guacuco, se encuentra al pie del cerro Matasiete, donde se libró la batalla de Matasiete.